# Маритца (Сасари)
Маритца је насеље у Италији у округу Сасари, региону Сардинија.
Према процени из 2011. у насељу је живело 31 становника. Насеље се налази на надморској висини од 19 м.